# Tetraphis
Tetraphis là một chi rêu trong họ Tetraphidaceae.